# Michael Choniates
Michael Akominatos (* um 1138 in Chonai; † ca. 1222 auf Keos), nach seinem Geburtsort genannt Choniates, war griechisch-orthodoxer Metropolit von Athen. Er war der ältere Bruder des Historikers Niketas Choniates.
Um 1138 geboren in Chonai, dem antiken Kolossai, erhielt Michael seine Bildung in der Hauptstadt Konstantinopel. Zunächst beim Patriarchen beschäftigt wurde er 1182 Metropolit von Athen. Als die Kreuzfahrer 1204 Konstantinopel eroberten und eine lateinische Hierarchie einrichteten, zog sich Choniates auf die Insel Keos zurück, wo er ca. 1222 starb.